# Hermanas Misioneras Catequistas de Boroa
La Congregación de las Hermanas Misioneras Catequistas de Boroa es una congregación religiosa femenina de la Iglesia católica, fundada en 1928, por el sacerdote capuchino de nacionalidad alemana Wolfgang de Köchel en la localidad de Boroa (Región de La Araucanía), con el fin de propagar el mensaje cristiano en el pueblo Mapuche.